# Гётце, Макс
Макс Гётце (нем. Max Götze; 13 октября 1880, Берлин, Германия — 29 октября 1944) — немецкий велогонщик, серебряный призёр летних Олимпийских игр 1908.
На Играх 1908 в Лондоне Гётце соревновался в трёх дисциплинах. Он завоевал серебряную медаль в командной гонке преследования. Также, он дошёл до полуфинала в тандеме и остановился на первом раунде в заезде на 5000 м.
Ранее, Гётце завоевал серебряную награду на неофициальных Олимпийских играх 1906 в Афинах в тандеме, но Международный олимпийский комитет формально не признаёт её, так как Игры прошли без его согласия.